# Svart svan
För andra betydelser, se Svart svan (olika betydelser).
Svart svan (Cygnus atratus) är en fågel i familjen änder bland andfåglarna. Den förekommer naturligt i Australien, men har etablerat friflygande populationer runt om i världen. Beståndet anses vara livskraftigt.

## Utseende och läte
Svart svan är helt omisskännlig. Adulta svarta svanar är 110 till 140 centimeter långa och väger 4 000 till 8 500 gram. Ben och fjäderdräkt är svart med en vit vingspegel. Näbben är röd och har en vit spets. Ögonens färg ligger mellan orange och ljusbrun. Lätet består av ett mjukt och musikaliskt trumpetande som avges både från vattnet och i flykten. Även mer språkande visslingar och ljudliga hissande försvarsläten vid bo och ungar kan höras. Från flykten avger vingarna liksom hos knölsvanen ett visslande ljud.

## Utbredning
Den svarta svanens ursprungliga levnadsområde är Australien, där den är vanlig i sydvästra och östra delen av landet. I sydväst hittas den i ett område mellan North West Cape, Cape Leeuwin och Eucla, i öst mellan Atherton Tableland, Eyre Peninsula och Tasmanien, med stora bestånd i floderna Murray och Darlings avrinningsområde. I centrala och norra delar av Australien är den ovanlig. Den svarta svanen är en stannfågel som stannar i ett område med cirka 100 kilometers omkrets. Vid torra tider finns de i Australien vid laguner och kustlinjer.
Arten förekommer även i Nya Zeeland, men är införd dit sedan 1864. 1889 upptäcktes gamla kvarlevor av en svan, som då behandlades som en egen art, Cygnus sumnerensis, skild från svarta svanen[källa behövs]. Under perioden 1998–2017 kategoriserades den som en underart av svart svan, tills DNA-studier indikerade att det faktiskt rör sig om en egen art, mycket större och tyngre än sin australiska släkting.
På grund av sitt spektakulära utseende har den svarta svanen införts till parkdammar i olika delar av världen. Förrymda individer har därefter bildat mer eller mindre etablerade frilevande populationer. I Europa anses beståndet i Nederländerna vara självförsörjande. Den har även häckat i det fria i Belgien, Storbritannien, Frankrike, Tyskland, Italien, Schweiz, Ukraina och Österrike.
I flera andra europeiska länder görs observationer nu och då, däribland i Sverige.

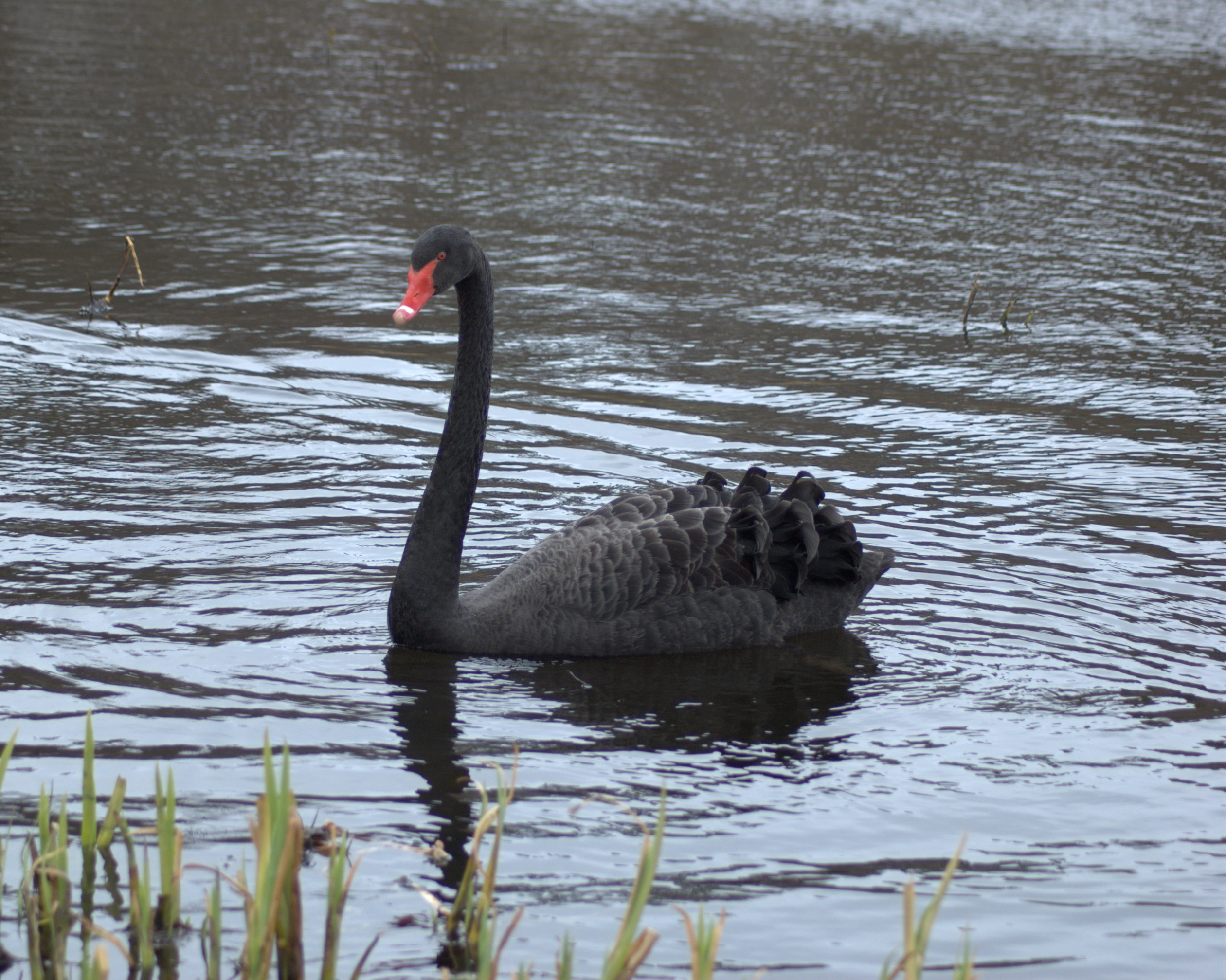
Svart svan i Ramnasjön i Borås.

## Ekologi
Svanen föredrar sjöar med sötvatten och bräckt vatten. Födan består huvudsakligen av vattenväxter och alger, men även gräs, frön och löv från vattennära träd. 

### Häckning
Denna fågel häckar i stora kolonier. Boet är relativt stort (cirka 1–1,5 m brett och 1 m högt) och består av kvistar och vattenväxter. Det är ofta beläget i grunda vatten. Bobygget används sedan varje år. Honan lägger fyra till åtta, men ibland upp till 14, grönaktiga ägg. Hannen och honan ruvar gemensamt och efter 35–48 dagar kläcks ungarna. De blir vårdade i 95–140 dagar (cirka tre till fem månader) och efter två eller tre år är de könsmogna.

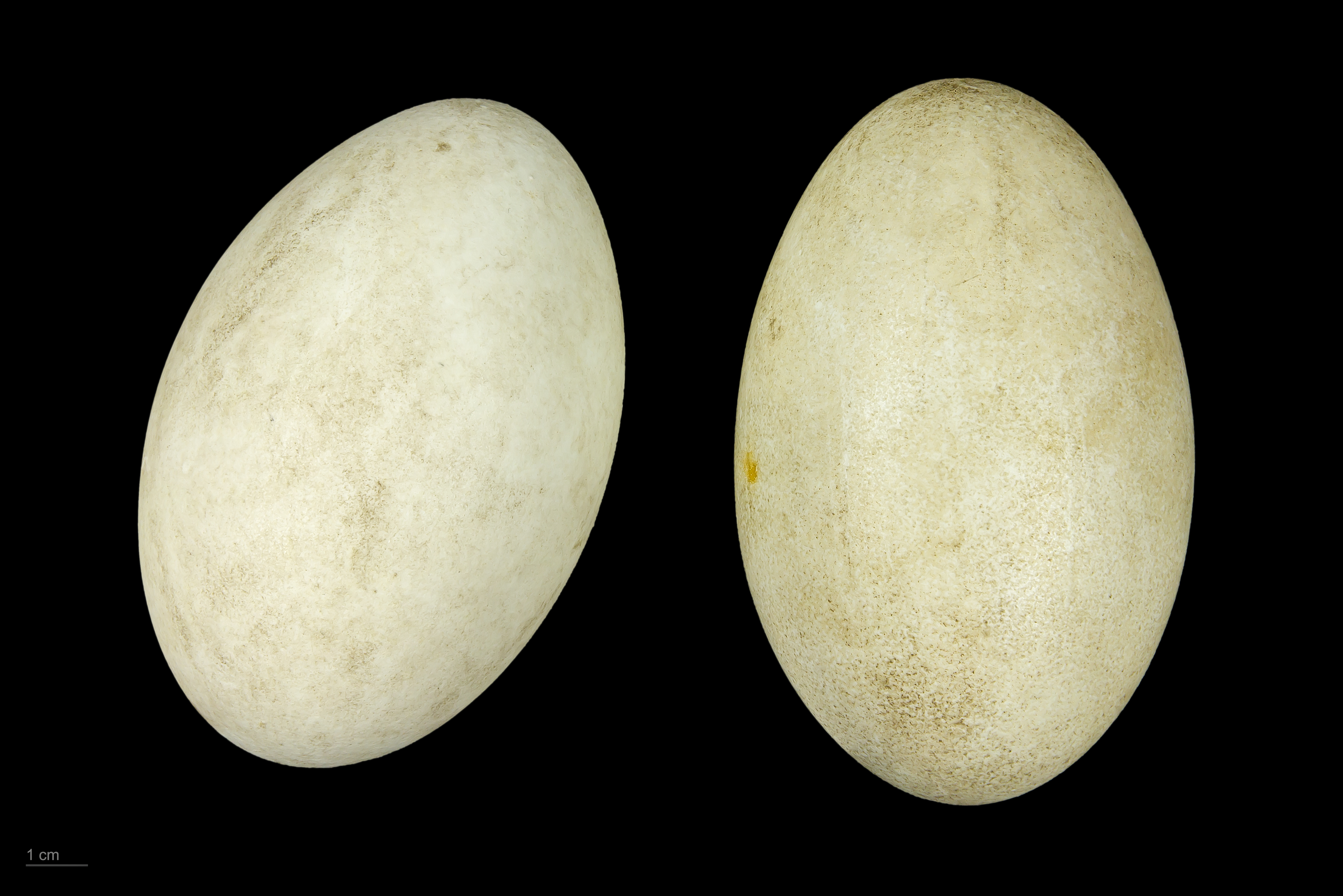
Ägg från svart svan.

## Status och hot
Arten har ett stort utbredningsområde och en stor population med stabil utveckling. Utifrån dessa kriterier kategoriserar IUCN arten som livskraftig (LC). Världspopulationen uppskattas till mellan 100 000 och en miljon individer.

## I kulturen
Den svarta svanen är landskapsdjur i den australiska delstaten Western Australia och förekommer även på delstatens flagga och emblem.
Svarta svanor är en dikt av Carl Snoilsky.
Européernas upptäckt av den svarta svanen i och med upptäckten av Australien på 1600- och 1700-talet har använts som ett klassiskt exempel på induktionens otillräcklighet inom filosofin, då man tidigare använt induktionen för att formulera regeln att alla svanar var vita. Den svarta svanen som art har därför ett symbolvärde inom filosofi; specifikt inom logik och epistemologi.

## Taxonomi och namn
Svart svan beskrevs som art av John Latham år 1790, då under protonymen ’’Anas atrata’’. Dess vetenskapliga artnamn är latin för "klädd i sorg", det vill säga svartklädd.